# 小梨駅
小梨駅（こなしえき）は、岩手県一関市千厩町清田字田畑（たばたけ）にある、東日本旅客鉄道（JR東日本）大船渡線の駅である。

## 歴史
- 1928年（昭和3年）9月2日：開業[3]。
- 1962年（昭和37年）3月1日：貨物の取り扱いを廃止[3]。
- 1972年（昭和47年）11月1日：荷物の扱いを廃止[3][4]。無人化[5]（農協による簡易委託化）[6][7]。
- 1987年（昭和62年）4月1日：国鉄分割民営化により、JR東日本の駅となる[3]。
- 2005年（平成17年）7月：簡易委託を解除し、完全無人化[7]。
- 2006年（平成18年）10月：駅舎を改築[7]。
- 2024年（令和6年）10月1日：えきねっとQチケのサービスを開始[1][8]。

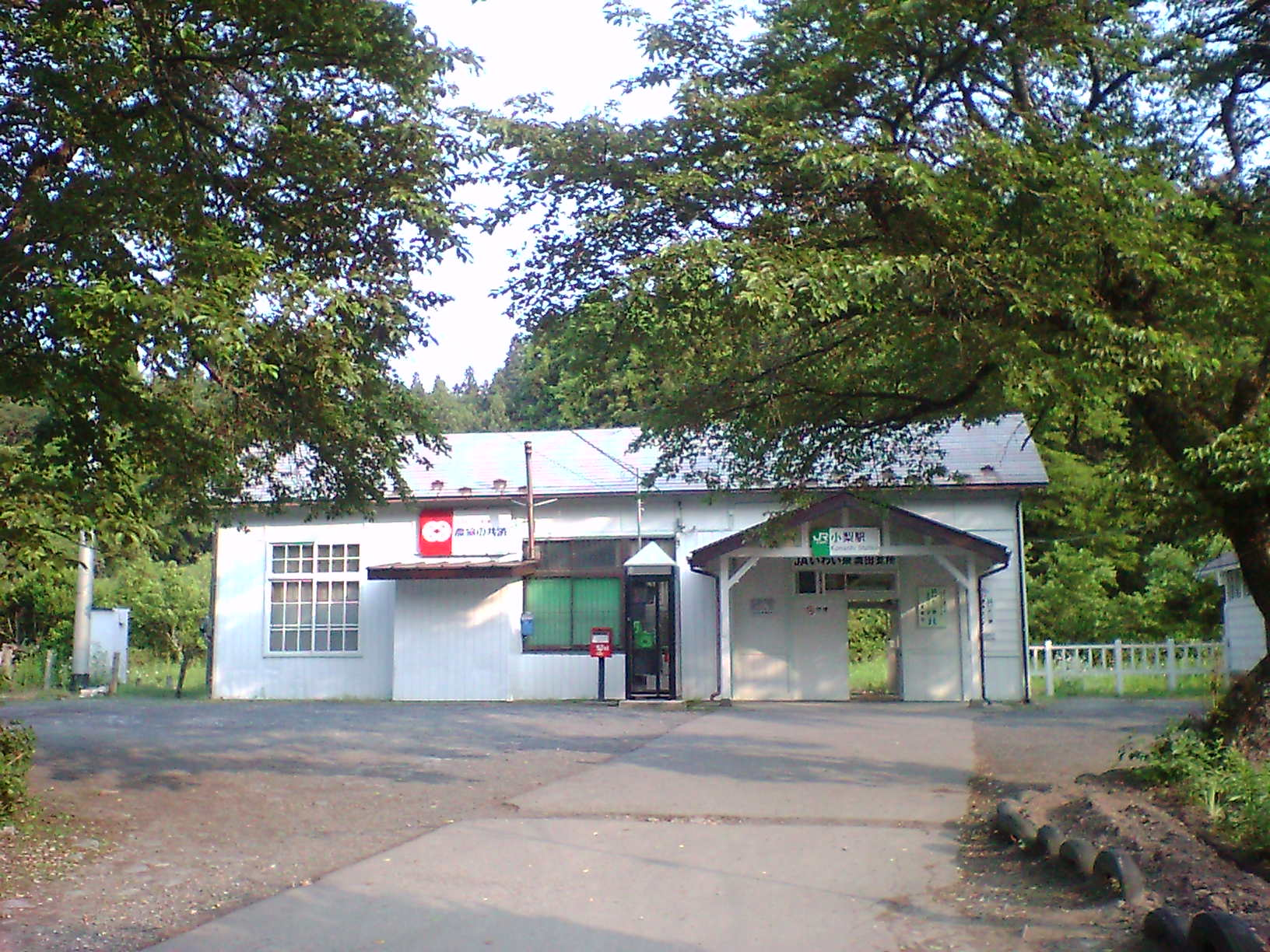
改築前の駅舎（2005年6月）

## 駅構造
単式ホーム1面1線を有する地上駅である。気仙沼駅管理の無人駅である。
以前は現ホームを挟んだ反対側のホームが使用されており、列車交換が可能な相対式ホームを有する駅であった。しかし、ホームの使用停止と共に線路は剥がされ、1面1線のみとなった。

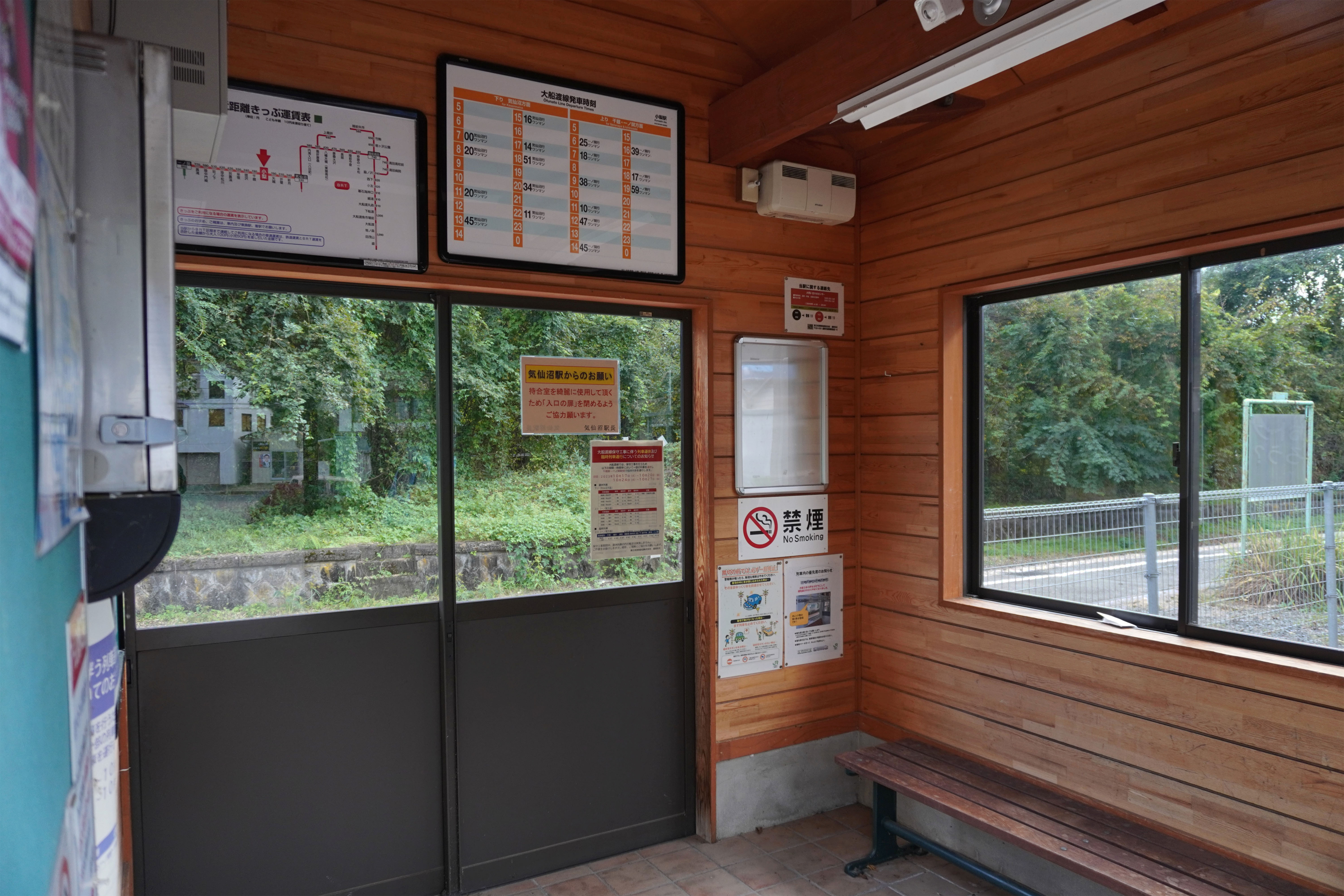
待合室（2023年10月）
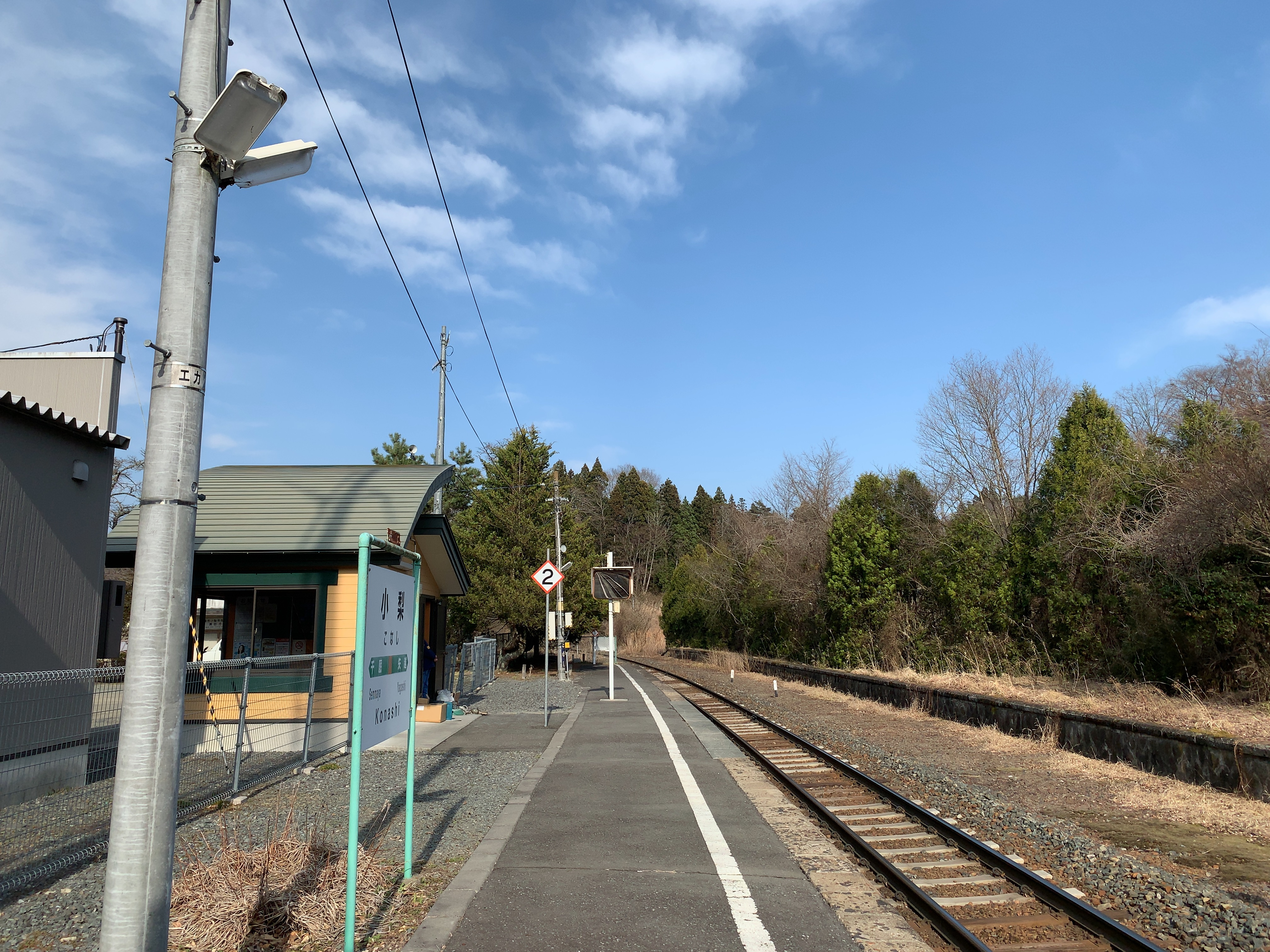
ホーム（2019年3月）

## 利用状況
1960年度（昭和35年度）以降の推移は以下のとおりである。
| 乗車人員推移       | 乗車人員推移     | 乗車人員推移 |
| 年度               | 1日平均 乗車人員 | 出典         |
| ------------------ | ---------------- | ------------ |
| 1960年（昭和35年） | 209              | [ 9 ]        |
| 1968年（昭和43年） | 336              | [ 10 ]       |
| 1969年（昭和44年） | 312              | [ 10 ]       |
| 1970年（昭和45年） | 291              | [ 10 ]       |
| 1971年（昭和46年） | 246              | [ 10 ]       |
| 1972年（昭和47年） | 227              | [ 10 ]       |
| 1973年（昭和48年） | 191              | [ 10 ]       |
| 1974年（昭和49年） | 170              | [ 10 ]       |

## 駅周辺
- 国道284号
- 一関市立清田小学校（廃校）

## 隣の駅
東日本旅客鉄道（JR東日本）
■大船渡線
千厩駅 - 小梨駅 - 矢越駅